# لوئیس کاربونل
لوئیس کاربونل (انگلیسی: Luis Carbonell؛ زادهٔ ۲۷ آوریل ۲۰۰۳) بازیکن فوتبال است.
وی همچنین در تیم ملی فوتبال زیر ۱۷ سال اسپانیا بازی کرده‌است.